# Церква Положення пояса Пресвятої Богородиці (Мацошин)
Церква Положення пояса Пресвятої Богородиці в Мацошині — храм УГКЦ та ПЦУ, пам'ятка архітектури національного значення в селі Мацошині Жовківської громади Львівського району Львівської области України.

## Історія
Перша письмова згадка про мацошинську церкву датується 1515 роком. У 1646 році до села перевезли дерев'яний храм зі Львова, який належав львівському жіночому монастиреві. Наступну церкву звели в 1783 році.
До 1886 року за проєктом архітектора Сильвестра Гавришкевича тривало будівництво мурованої церкви, яка замінила старіший дерев'яний храм. 1895 року розпис святині здійснив художник Корнило Устиянович. 1910 року храм посвятив Перемиський єпископ Костянтин Чехович.

## Парохи
- о. Прокіп Ступницький
- о. Дмитрій Ступницький (1784)
- о. Тимотей Кроткевич (1828)
- о. Василь Блонський (1828—1851)
- о. Григорій Блонський (1848—1849, сотрудник)
- о. Адельберт Грицикевич (1849—1851, сотрудник)
- о. Альберт Грицикевич (1851—1852, адміністратор)
- о. Кирило Децикевич (1852—1859)
- о. Лаврентій Дрималик (1859—1861, адміністратор)
- о. Іван Пелех (1861—1879)
- о. Йосиф Будзиновський (1879—1881, адміністратор)
- о. Олександр Сяноцький (1881—1911)
- о. Михайло Менцінський (1910—1911, сотрудник)
- о. Антін Жолкевський (1911—1939)
- о. Йосиф Нащочич (1935—1939, сотрудник)